# Ephyrina bifida
Ephyrina bifida är en kräftdjursart som beskrevs av Knud Hensch Stephensen 1923. Ephyrina bifida ingår i släktet Ephyrina och familjen Oplophoridae. Inga underarter finns listade i Catalogue of Life.